# Randolph (Misuri)
Randolph es una villa ubicada en el condado de Clay en el estado estadounidense de Misuri. En el Censo de 2010 tenía una población de 52 habitantes y una densidad poblacional de 58,03 personas por km².

## Geografía
Randolph se encuentra ubicada en las coordenadas 39°9′22″N 94°29′35″O / 39.15611, -94.49306. Según la Oficina del Censo de los Estados Unidos, Randolph tiene una superficie total de 0.9 km², de la cual 0.85 km² corresponden a tierra firme y (5.2%) 0.05 km² es agua.

## Demografía
Según el censo de 2010, había 52 personas residiendo en Randolph. La densidad de población era de 58,03 hab./km². De los 52 habitantes, Randolph estaba compuesto por el 98.08% blancos, el 0% eran afroamericanos, el 0% eran amerindios, el 1.92% eran asiáticos, el 0% eran isleños del Pacífico, el 0% eran de otras razas y el 0% pertenecían a dos o más razas. Del total de la población el 1.92% eran hispanos o latinos de cualquier raza.